# 村川堅固
村川 堅固（むらかわ けんご、1875年1月28日 - 1946年1月21日）は、日本の西洋史学者。

## 経歴
1875年、熊本県熊本市薬園町で生まれた。旧制第五高等学校を卒業後、文科大学（東京帝国大学）史学科に入学。1898年に同大学を卒業した。
1900年より陸軍大学校教授嘱託として勤務。英語圏における日本史研究の嚆矢として知られるジェームズ・マードックの『日本の歴史』の執筆を手伝う。1903年より3年間、ヨーロッパに留学。1906年に帰国し、文科大学助教授に任ぜられた、1912年、教授昇格。

## 研究内容・業績
西洋古代史を専門とし、日本におけるこの分野の開拓者である。エジプト古代史、ギリシャ文化史、ローマ史などを講じ、著書として『西洋上古史』 (1916) 、『ギリシャ史』 (1931) などがある。古代のみならず西洋史一般に関心が深く、特に日本と西洋の交渉史研究が多かった。第一次世界大戦以後はその傾向が強く、『世界改造の史的観察』 (1920) 、『米国と世界大戦』 (1922) などがあり、ペイソン・トリートの『日米外交史』の訳 (1922) 、またレオポルト・フォン・ランケの『世界史論進講録』 (1918) は名訳とされた。

## 村川家住宅・別荘
村川は1911年に雑司ヶ谷(文京区目白台)に本邸を建てて住み、その後2か所の別荘に3軒の家を建てた。衣食住のうち「住」に重きを置いたといい、それらは残っている。
文京区目白台にある1911年（明治44年）築の自宅（主屋・洋館）は、1920年（大正9年）築の蔵を含め「村川家住宅」として国登録有形文化財。1926年（昭和元年）に自ら設計し建築された別荘は千葉県我孫子市寿にあり「旧村川堅固別荘」として千葉県の近代産業遺跡となっている。

## 家族・親族
- 長男：村川堅太郎も歴史学者。東京大学でギリシャ・ローマ史を講じた。